# Ugly Betty/Episodenliste

Logo zur Serie

Diese Episodenliste enthält alle Episoden der US-amerikanischen Dramedyserie Ugly Betty, sortiert nach der US-amerikanischen Erstausstrahlung. Zwischen 2006 und 2010 entstanden in vier Staffeln insgesamt 85 Episoden mit einer Länge von jeweils etwa 42 Minuten.

## Übersicht
| Staffel | Episodenanzahl | Erstausstrahlung USA | Erstausstrahlung USA | Deutschsprachige Erstausstrahlung | Deutschsprachige Erstausstrahlung |
| Staffel | Episodenanzahl | Staffelpremiere      | Staffelfinale        | Staffelpremiere                   | Staffelfinale                     |
| ------- | -------------- | -------------------- | -------------------- | --------------------------------- | --------------------------------- |
| 1       | 23             | 28. September 2006   | 17. Mai 2007         | 27. April 2007                    | 10. Oktober 2010                  |
| 2       | 18             | 27. September 2007   | 22. Mai 2008         | 11. Oktober 2010                  | 14. Februar 2011                  |
| 3       | 24             | 25. September 2008   | 21. Mai 2009         | 21. Februar 2011                  | 22. Juni 2011                     |
| 4       | 20             | 16. Oktober 2009     | 14. April 2010       | 23. Juni 2011                     | 20. Juli 2011                     |

## Staffel 1
Die Erstausstrahlung der ersten Staffel war vom 28. September 2006 bis zum 17. Mai 2007 auf dem US-amerikanischen Fernsehsender ABC zu sehen. Die deutschsprachige Erstausstrahlung der ersten 18 Folgen sendete der Sender ORF 1 vom 21. April bis zum 25. August 2007.
| Nr. (ges.) | Nr. (St.) | Deutscher Titel                | Originaltitel                         | Erstausstrahlung USA | Deutschsprachige Erstausstrahlung (A/D) | Regie              | Drehbuch                                         |
| ---------- | --------- | ------------------------------ | ------------------------------------- | -------------------- | --------------------------------------- | ------------------ | ------------------------------------------------ |
| 1          | 1         | Allein unter Models            | Pilot                                 | 28. Sep. 2006        | 27. Apr. 2007                           | Richard Shepard    | Silvio Horta                                     |
| 2          | 2         | Das Buch und Bettys Hase       | The Box And The Bunny                 | 5. Okt. 2006         | 4. Mai 2007                             | Sheree Folkson     | Silvio Horta                                     |
| 3          | 3         | Einmal Queens und zurück       | Queens For A Day                      | 12. Okt. 2006        | 23. Mai 2010                            | James Hayman       | Marco Pennette                                   |
| 4          | 4         | Die Spieluhr                   | Fey’s Sleigh Ride                     | 19. Okt. 2006        | 6. Juni 2010                            | Tricia Brock       | Sheila Lawrence                                  |
| 5          | 5         | Die Uhr und der Schmetterling  | The Lyin’, the Watch And the Wardrobe | 26. Okt. 2006        | 13. Juni 2010                           | Rodman Flender     | Donald Todd                                      |
| 6          | 6         | In der Zwickmühle              | Trust, Lust And Must                  | 2. Nov. 2006+        | 20. Juni 2010                           | Jamie Babbit       | Cameron Litvack                                  |
| 7          | 7         | Nach Büroschluss               | After Hours                           | 9. Nov. 2006         | 27. Juni 2010                           | James Hayman       | Dailyn Rodriguez                                 |
| 8          | 8         | Familienfest mit Hindernissen  | Four Thanksgivings And A Funeral      | 16. Nov. 2006        | 4. Juli 2010                            | Sarah Pia Anderson | Marco Pennette                                   |
| 9          | 9         | Wer ist hier der Boss?         | Lose The Boss?                        | 23. Nov. 2006        | 11. Juli 2010                           | Ken Whittingham    | Oliver Goldstick                                 |
| 10         | 10        | Geschenke und Plastikschnee    | Fake Plastic Snow                     | 30. Nov. 2006        | 18. Juli 2010                           | James Hayman       | Veronica Becker & Sarah Kucserka                 |
| 11         | 11        | Drei, zwei, eins – keins       | Swag                                  | 4. Jan. 2007         | 30. Mai 2010                            | Tamra Davis        | James D. Parriott                                |
| 12         | 12        | Sofias Plan                    | Sofia’s Choice                        | 11. Jan. 2007        | 25. Juli 2010                           | James Hayman       | Silvio Horta                                     |
| 13         | 13        | In oder Out?                   | In Or Out                             | 18. Jan. 2007        | 1. Aug. 2010                            | Michael Spiller    | Myra Jo Martino                                  |
| 14         | 14        | Großer Bruder, großer Auftritt | I’m Coming Out                        | 1. Feb. 2007         | 8. Aug. 2010                            | Wendey Stanzler    | James D. Parriott                                |
| 15         | 15        | Ansichten und Einsichten       | Brothers                              | 8. Feb. 2007         | 15. Aug. 2010                           | Lev L. Spiro       | Shelia Lawrence                                  |
| 16         | 16        | Zurücktreten bitte!            | Derailed                              | 15. Feb. 2007        | 22. Aug. 2010                           | James Hayman       | Cameron Litvack                                  |
| 17         | 17        | Das Sahnehäubchen              | Icing On The Cake                     | 15. März 2007        | 29. Aug. 2010                           | Jeff Melman        | Dailyn Rodriguez                                 |
| 18         | 18        | Herrsche und teile             | Don’t Ask, Don’t Tell                 | 22. März 2007        | 5. Sep. 2010                            | Tricia Brock       | Sarah Kucserka, Veronica Becker & Marco Pennette |
| 19         | 19        | Fußvolk                        | Punch Out                             | 19. Apr. 2007        | 12. Sep. 2010                           | Miguel Arteta      | Oliver Goldstick                                 |
| 20         | 20        | Cover Girl                     | Petra-Gate                            | 26. Apr. 2007        | 19. Sep. 2010                           | Paul Lazarus       | Harry Werksman & Gabrielle Stanton               |
| 21         | 21        | Sekretärinnen-Tag              | Secretaries Day                       | 3. Mai 2007          | 26. Sep. 2010                           | Victor Nelli, Jr.  | Henry Alonso Myers                               |
| 22         | 22        | Das blaue Haus in Mexiko       | A Tree Grows In Guadalajara           | 10. Mai 2007         | 3. Okt. 2010                            | Lev L. Spiro       | Tracy Poust & Jon Kinnally                       |
| 23         | 23        | East Side Story                | The Number 23                         | 17. Okt. 2007        | 10. Okt. 2010                           | James Hayman       | Silvio Horta & Marco Pennette                    |

## Staffel 2
Die Erstausstrahlung der ersten Staffel wurde vom 7. September 2007 bis zum 22. Mai 2008 auf dem US-amerikanischen Fernsehsender ABC gesendet. Die deutschsprachige Erstausstrahlung fand vom 11. Oktober 2010 bis zum 14. Februar 2011 auf dem Sender Sixx statt.
| Nr. (ges.) | Nr. (St.) | Deutscher Titel                | Originaltitel                   | Erstausstrahlung USA | Deutschsprachige Erstausstrahlung (D) | Regie             | Drehbuch                                        |
| ---------- | --------- | ------------------------------ | ------------------------------- | -------------------- | ------------------------------------- | ----------------- | ----------------------------------------------- |
| 24         | 1         | Flucht nach vorn               | How Betty Got Her Grieve Back   | 27. Sep. 2007        | 11. Okt. 2010                         | James Hayman      | Silvio Horta & Marco Pennette                   |
| 25         | 2         | Der Feind unter meinem Bett    | Family/Affair                   | 4. Okt. 2007         | 18. Okt. 2010                         | Victor Nelli, Jr. | Bill Wrubel                                     |
| 26         | 3         | Nichts läuft nach Plan         | Betty’s Wait Problem            | 11. Okt. 2007        | 25. Okt. 2010                         | Tricia Brock      | Jon Kinnally & Tracy Poust                      |
| 27         | 4         | Ein Bärendienst                | Grin And Bear It                | 18. Okt. 2007        | 1. Nov. 2010                          | Tucker Gates      | Sarah Kucserka & Veronica Becker                |
| 28         | 5         | Geh mir aus den Augen, Kleines | A League Of Their Own           | 25. Okt. 2007        | 8. Nov. 2010                          | Wendey Stanzler   | Sheila Lawrence                                 |
| 29         | 6         | Großes Theater                 | Something Wicked This Way Comes | 1. Nov. 2007         | 15. Nov. 2010                         | Wendey Stanzler   | Henry Alonso Myers                              |
| 30         | 7         | Brad-Elminas großer Tag        | A Nice Day For A Posh Wedding   | 8. Nov. 2007         | 22. Nov. 2010                         | James Hayman      | Silvio Horta & Marco Pennette                   |
| 31         | 8         | Altes oder neues Testament     | I See Me, I.C.U.                | 15. Nov. 2007        | 29. Nov. 2010                         | Rodman Flender    | Bill Wrubel                                     |
| 32         | 9         | Ein Geist im Hawaiihemd        | Giving Up The Ghost             | 22. Nov. 2007        | 6. Dez. 2010                          | Gary Winick       | Charles Pratt, Jr.                              |
| 33         | 10        | Alles Banane, alles Betty      | Bananas For Betty               | 6. Dez. 2007         | 13. Dez. 2010                         | Michael Spiller   | Jon Kinnally & Tracy Poust                      |
| 34         | 11        | Echte Frauen                   | Zero Worship                    | 10. Jan. 2008        | 20. Dez. 2010                         | Ron Underwood     | Dawn DeKeyser                                   |
| 35         | 12        | Das Parfum                     | Odor In The Court               | 17. Jan. 2008        | 27. Dez. 2010                         | Victor Nelli, Jr. | Bill Wrubel                                     |
| 36         | 13        | Tausend Wörter bis Freitag     | A Thousand Words By Friday      | 24. Jan. 2008        | 10. Jan. 2011                         | Matt Shakman      | Sheila Lawrence & Henry Alonso Myers            |
| 37         | 14        | Ein nicht perfekter Geburtstag | Twenty-Four Candles             | 24. Apr. 2008        | 17. Jan. 2011                         | Michael Spiller   | Sarah Kucserka & Veronica Becker                |
| 38         | 15        | Gebranntes Kind                | Burning Questions               | 1. Mai 2008          | 24. Jan. 2011                         | Matt Shakman      | Henry Alonso Myers                              |
| 39         | 16        | Hallo Baby                     | Betty’s Baby Bump               | 8. Mai 2008          | 31. Jan. 2011                         | Linda Mendoza     | Handlung: Dawn DeKeyser Schauspiel: Bill Wrubel |
| 40         | 17        | Trostpflaster                  | The Kids Are Alright            | 15. Mai 2008         | 7. Feb. 2010                          | Wendey Stanzler   | Brian Tanen                                     |
| 41         | 18        | Spring über deinen Schatten    | Jump                            | 22. Mai 2008         | 14. Feb. 2010                         | Victor Nelli, Jr. | Silvio Horta                                    |

## Staffel 3
Die Erstausstrahlung der dritten Staffel fand zwischen dem 25. September 2008 und dem 21. Mai 2009 auf dem US-amerikanischen Fernsehsender ABC statt. Die deutschsprachige Erstausstrahlung wurde vom 21. Februar bis zum 22. Juni 2011 auf dem Sender Sixx gesendet.
| Nr. (ges.) | Nr. (St.) | Deutscher Titel                              | Originaltitel                               | Erstausstrahlung USA | Deutschsprachige Erstausstrahlung (D) | Regie              | Drehbuch                   |
| ---------- | --------- | -------------------------------------------- | ------------------------------------------- | -------------------- | ------------------------------------- | ------------------ | -------------------------- |
| 42         | 1         | Projekt Manhattan                            | The Manhattan Project                       | 25. Sep. 2008        | 21. Feb. 2011                         | Victor Nelli, Jr.  | Silvio Horta               |
| 43         | 2         | Feinde fürs Leben                            | Filing For The Enemy                        | 2. Okt. 2008         | 28. Feb. 2011                         | Michael Spiller    | Joel Fields                |
| 44         | 3         | Modesünden                                   | Crimes Of Fashion                           | 9. Okt. 2008         | 7. März 2011                          | Victor Nelli, Jr.  | Henry Alonso Myers         |
| 45         | 4         | Betty-Suarez-Land                            | Betty Suarez Land                           | 16. Okt. 2008        | 14. März 2011                         | Michael Spiller    | Chris Black                |
| 46         | 5         | Liebestöter                                  | Granny Pants                                | 23. Okt. 2008        | 21. März 2011                         | Fred Savage        | Sheila Lawrence            |
| 47         | 6         | Beeren-Dienst                                | Ugly Berry                                  | 30. Okt. 2008        | 28. März 2011                         | Ron Underwood      | Bill Wrubel                |
| 48         | 7         | Die Gunst der Stunde                         | Crush’d                                     | 6. Nov. 2008         | 4. Apr. 2011                          | Victor Nelli, Jr.  | Tracy Poust & Jon Kinnally |
| 49         | 8         | Tornado Girl                                 | Tornado Girl                                | 13. Nov. 2008        | 11. Apr. 2011                         | John Terlesky      | Peter Elkoff               |
| 50         | 9         | Betty und Yeti                               | When Betty Met YETI                         | 20. Nov. 2008        | 18. Apr. 2011                         | Victor Nelli, Jr.  | Brian Tanen                |
| 51         | 10        | Böse Amanda                                  | Bad Amanda                                  | 4. Dez. 2008         | 2. Mai 2011                           | John Putch         | Chris Black                |
| 52         | 11        | Kleider machen Leute                         | Dress For Success                           | 8. Jan. 2009         | 9. Mai 2011                           | Matt Shakman       | Cara DiPaolo               |
| 53         | 12        | Schwestern am Rande des Nervenzusammenbruchs | Sisters On The Verge Of A Nervous Breakdown | 22. Jan. 2009        | 16. Mai 2011                          | Lee Shallat-Chemel | Henry Alonso Myers         |
| 54         | 13        | Kuss und Schluss                             | Kissed Off                                  | 5. Feb. 2009         | 23. Mai 2011                          | Rose Troche        | David Grubstick            |
| 55         | 14        | Die neue Frau im Haus                        | The Courtship Of Betty’s Father             | 12. Feb. 2009        | 30. Mai 2011                          | John Terlesky      | Peter Elkoff               |
| 56         | 15        | Mode-Qualen                                  | There’s No Place Like Mode                  | 19. Feb. 2009        | 6. Juni 2011                          | Bethany Rooney     | Sheila Lawrence            |
| 57         | 16        | Die große Krise                              | Things Fall Apart                           | 26. Feb. 2009        | 9. Juni 2011                          | Tom Verica         | Henry Alonso Myers         |
| 58         | 17        | Das Küchengefecht                            | Sugar Daddy                                 | 5. März 2009         | 10. Juni 2011                         | David Warren       | Brian Tanen                |
| 59         | 18        | Die Mutter meines Freundes                   | A Mother Of A Problem                       | 12. März 2009        | 14. Juni 2011                         | Matthew Diamond    | Bill Wrubel                |
| 60         | 19        | Hauptsache Sex                               | The Sex Issue                               | 19. März 2009        | 15. Juni 2011                         | Victor Nelli, Jr.  | Cara DiPaolo               |
| 61         | 20        | Der Hasen-Test                               | Rabbit Test                                 | 30. Apr. 2009        | 16. Juni 2011                         | Richard Heus       | Chris Black                |
| 62         | 21        | Baby-Krise                                   | The Born Identity                           | 7. Mai 2009          | 17. Juni 2011                         | John Terlesky      | Steven Ross                |
| 63         | 22        | In den Sternen                               | In The Stars                                | 14. Mai 2009         | 20. Juni 2011                         | Paul Holahan       | Sheila Lawrence            |
| 64         | 23        | Auf und ab                                   | Curveball                                   | 21. Mai 2009         | 21. Juni 2011                         | Victor Nelli, Jr.  | Tracy Poust & Jon Kinnally |
| 65         | 24        | Herbstausgabe                                | The Fall Issue                              | 21. Mai 2009         | 22. Juni 2011                         | Tom Verica         | Silvio Horta               |

## Staffel 4
Die Erstausstrahlung der vierten Staffel war vom 16. Oktober 2009 bis zum 14. April 2010 auf dem US-amerikanischen Fernsehsender ABC zu sehen. Die deutschsprachige Erstausstrahlung sendete der deutsche Sender Sixx vom 23. Juni bis zum 20. Juli 2011.
| Nr. (ges.) | Nr. (St.) | Deutscher Titel                 | Originaltitel                    | Erstausstrahlung USA | Deutschsprachige Erstausstrahlung (D) | Regie             | Drehbuch                               |
| ---------- | --------- | ------------------------------- | -------------------------------- | -------------------- | ------------------------------------- | ----------------- | -------------------------------------- |
| 66         | 1         | Der Schmetterlingseffekt (1)    | The Butterfly Effect (Part 1)    | 16. Okt. 2009        | 23. Juni 2011                         | John Terlesky     | Sheila Lawrence & Henry Alonso Myers   |
| 67         | 2         | Der Schmetterlingseffekt (2)    | The Butterfly Effect (Part 2)    | 16. Okt. 2009        | 24. Juni 2011                         | Victor Nelli, Jr  | Sheila Lawrence & Henry Alonso Myers   |
| 68         | 3         | Blau auf blau                   | Blue On Blue                     | 23. Okt. 2009        | 27. Juni 2011                         | Victor Nelli, Jr  | Abraham Higginbotham                   |
| 69         | 4         | Würstchen und Brötchen          | The Wiener, The Bun And The Boob | 30. Okt. 2009        | 28. Juni 2011                         | Wendey Stanzler   | Brian Tanen                            |
| 70         | 5         | Begleitpersonen                 | Plus None                        | 6. Nov. 2009         | 29. Juni 2011                         | Paul Holahan      | Cara DiPaolo                           |
| 71         | 6         | Die furchtlose Betty            | Backseat Betty                   | 13. Nov. 2009        | 30. Juni 2011                         | John Putch        | Tracy Poust & Jon Kinnally             |
| 72         | 7         | Auf Level 7                     | Level (7) With Me                | 27. Nov. 2009        | 1. Juli 2011                          | John Fortenberry  | Chris Black                            |
| 73         | 8         | Das Bahama-Dreieck              | The Bahamas Triangle             | 4. Dez. 2009         | 4. Juli 2011                          | Victor Neili, Jr. | Sheila Lawrence                        |
| 74         | 9         | Das Fest der Liebe              | Be-Shure                         | 11. Dez. 2009        | 5. Juli 2011                          | David Dworetzky   | Gail Lerner                            |
| 75         | 10        | Bilder von Betty                | The Passion Of The Betty         | 6. Jan. 2010         | 6. Juli 2011                          | S.J. Clarkson     | David Grubstick & Chris Black          |
| 76         | 11        | In fremden Schuhen              | Back In Her Place                | 13. Jan. 2010        | 7. Juli 2011                          | Richard Heus      | Abraham Higginbotham                   |
| 77         | 12        | Stromausfall                    | Blackout!                        | 20. Jan. 2010        | 8. Juli 2011                          | John Putch        | Cara DiPaolo                           |
| 78         | 13        | Die doppelte Wilhelmina         | Chica And The Man                | 3. Feb. 2010         | 11. Juli 2011                         | Victor Nelli, Jr. | Gail Lerner                            |
| 79         | 14        | Feuer und Flamme                | Smokin’ Hot                      | 10. Feb. 2010        | 12. Juli 2011                         | John Scott        | Brian Tanen                            |
| 80         | 15        | Betty und die Brandstifter      | Fire And Nice                    | 10. März 2010        | 13. Juli 2011                         | John Terlesky     | Erika Johnson                          |
| 81         | 16        | Die Bühne des Lebens            | All The World’s A Stage          | 17. März 2010        | 14. Juli 2011                         | Andy Wolk         | Abraham Higginbotham & David Grubstick |
| 82         | 17        | Das Eine-Million-Dollar-Lächeln | Million Dollar Smile             | 24. März 2010        | 15. Juli 2011                         | Paul Holahan      | Henry Alonso Myers & Chris Black       |
| 83         | 18        | Reise nach London               | London Calling                   | 31. März 2010        | 18. Juli 2011                         | Mark Worthington  | David Grubstick & Sheila Lawrence      |
| 84         | 19        | Die Vergangenheit lässt grüßen  | The Past Presents The Future     | 7. Apr. 2010         | 19. Juli 2011                         | Paul Holahan      | Jon Kinnaly & Tracy Poust              |
| 85         | 20        | Letzte Worte                    | Hello Goodbye                    | 14. Apr. 2010        | 20. Juli 2011                         | Victor Nelli Jr.  | Silvio Horta                           |